# Jerzy Trojanowski (wojskowy)
Jerzy Roman Trojanowski (ur. 25 lutego 1893 w Krakowie, zm. ?) – pułkownik piechoty doktor Wojska Polskiego, kawaler Orderu Virtuti Militari.

## Życiorys
Urodził się 25 lutego 1893 w Krakowie jako syn Józefa i Heleny z Lewandowskich. 
Podczas I wojny światowej walczył w Legionach Polskich. Był oficerem 2 pułku piechoty. W czasie walk na froncie dostał się do rosyjskiej niewoli.
W czasie wojny z bolszewikami dowodził 2 pułkiem piechoty Legionów (1 lutego – 18 lipca 1919) i 36 pułkiem piechoty Legii Akademickiej (23 marca – 13 czerwca 1920). Po zakończeniu działań wojennych pełnił służbę w 19 pułku piechoty we Lwowie. 10 lipca 1922 roku przeniesiony został do 51 pułku piechoty Strzelców Kresowych w Brzeżanach na stanowisko zastępcy dowódcy pułku. W latach 1923–1926 pełnił służbę na stanowisku zastępcy dowódcy 40 pułku piechoty we Lwowie. 8 września 1926 roku objął dowództwo 37 pułku piechoty w Kutnie. W styczniu 1931 roku przeniesiony został do Korpusu Ochrony Pogranicza na stanowisko dowódcy 2 Brygady Ochrony Pogranicza w Baranowiczach. W 1937 roku został dowódcą Obrony Przeciwlotniczej Okręgu Korpusu Nr IX w Brześciu.

## Awanse
- porucznik – 12 października 1914 roku
- kapitan – 15 maja 1915 roku
- podpułkownik – zatwierdzony 11 czerwca 1920 roku z dniem 1 kwietnia 1920 roku, zweryfikowany 3 maja 1922 roku ze starszeństwem z dniem 1 czerwca 1919 roku i 126. lokatą w korpusie oficerów piechoty
- pułkownik – 16 marca 1927 roku ze starszeństwem z dniem 1 stycznia 1927 roku i 9. lokatą w korpusie oficerów piechoty

## Ordery i odznaczenia
- Krzyż Srebrny Orderu Wojskowego Virtuti Militari nr 5916
- Krzyż Niepodległości (20 stycznia 1931)[5]
- Złoty Krzyż Zasługi (10 listopada 1928)[6]
- Medal Pamiątkowy za Wojnę 1918–1921
- Medal Dziesięciolecia Odzyskanej Niepodległości